# Lac Kakuskanus
Le lac Kakuskanus (jadis désigné « lac Cacuscanus », et aussi désigné « réservoir Sault aux Cochons ») est un affluent de la rivière du Sault aux Cochons, coulant dans le territoire non organisé de Lac-au-Brochet, dans la municipalité régionale de comté (MRC) de La Haute-Côte-Nord, dans la région administrative de la Côte-Nord, dans la province de Québec, au Canada.
La foresterie constitue la principale activité économique du secteur ; les activités récréotouristiques en second.
Surtout pour les besoins de la foresterie, quelques routes forestières secondaires desservent la partie Est du lac, et d’autres du côté Sud-Ouest. Ces routes forestières se relient par le Sud à la route R0953 qui relie Labrieville au lac Pamouscachiou, dans le secteur au Nord du Lac Saint-Jean,,.
La surface du lac Kakuskanus est habituellement gelée de la fin novembre au début avril, toutefois la circulation sécuritaire sur la glace se fait généralement de la mi-décembre à la fin mars.

## Géographie
Les principaux bassins versants voisins du lac Kakuskanus sont :
- côté Nord : lac du Sault aux Cochons, réservoir Pipmuacan, rivière Lionnet, rivière Betsiamites ;
- côté Est : lac du Sault aux Cochons, lac Isidore, lac Leman, rivière Betsiamites, rivière Desroches (rivière Betsiamites), rivière Leman ;
- côté Sud : lac La Saulx, lac la Loche, rivière du Sault aux Cochons, lac du Dégelis (rivière Portneuf), rivière Portneuf (Côte-Nord), rivière Jos-Ross ;
- côté Ouest : rivière la Pipe, lac Monseigneur-Bourdages, lac des Baies, lac Portneuf (rivière Portneuf), rivière Andrieux, rivière Portneuf (Côte-Nord)[2].

Le lac Kakuskanus est surtout alimenté par la rivière la Pipe (côté Ouest) et la décharge du lac La Saulx (côté Sud). Les principales autres caractéristiques de ce lac : superficie de 12,0 km2, une longueur de 11,3 km, une largeur maximale de 3,4 km et une altitude de 428 m. Le courant de la rivière la Pipe (venant de l’Ouest) traverse d’abord le lac Kakuskanus vers l’Est, puis sur 2,3 km la partie Sud-Est du lac du Sault aux Cochons en se dirigeant vers le Sud-Est, soit vers le barrage aménagé à l’embouchure du lac. La superficie du bassin versant du lac Kakuskanus est de 348 km2.
Situé entièrement en zone forestière, le lac Kakuskanus comporte une presqu’île rattachée à la rive Sud (soit à la limite des cantons D’Amos et de Le Baillif), s’étirant sur 1,0 km vers l’Est. Cette presqu’île borne l’entrée d’une baie s’étirant sur 1,0 km vers le Sud-Est. Cette dernière reçoit la décharge (venant du Sud-Ouest) du lac La Saulx.
La confluence du lac Kakuskanus et du lac du Sault aux Cochons est localisée dans le canton de Le Baillif, soit à :
- 7,3 km au Sud d’une baie du Sud-Est du réservoir Pipmuacan ;
- 27,6 km au Sud-Ouest du centre du village de Labrieville ;
- 83,8 km au Nord-Ouest de la confluence de la rivière du Sault aux Cochons et du fleuve Saint-Laurent, à Forestville ;
- 95,1 km à l’Ouest de l’embouchure de la rivière Betsiamites[2].

À partir du barrage du lac du Sault aux Cochons, la courant emprunte le cours de la rivière du même nom sur 108,1 km généralement vers le Sud-Est, encastré entre les montagnes selon les segments, accusant un dénivelé de 489 m, jusqu’à sa confluence avec le fleuve Saint-Laurent.

## Toponymie
La désignation toponymique « lac Kakuskanus » a été officialisée en 1948 par la Commission de géographique du Québec, sous la forme de « Lac Cacuscanus ». Ce toponyme Innu s’avère une déformation graphique de « Katakukas Shakikan », signifiant « lac qui se sépare en deux parties ». Une bande de terre divise en deux sections l'extrémité Est de cette entité lacustre. Il se peut également que l'on désigne ainsi l'ensemble de la nappe d'eau comprenant le lac du Sault aux Cochons, séparé du lac Kakuskanus par un passage d’une centaine de mètres en largeur. Selon une autre source, les aînés de Pessamit retiennent la graphie « Kakushkanus » (prononcé ka-kouch-ka-nous), signifiant selon eux « là où l'on va à la pêche ».
Le toponyme "lac Kakuskanus" a été officialisé le 1er novembre 1988 par
la Commission de toponymie du Québec.